# يم!
شركة يم! العلامات التجارية (بالإنجليزية: Yum! Brands, Inc)‏، أو يم! (بالإنجليزية: !Yum)‏، وسابقا تريكون المطاعم العالمية (بالإنجليزية: Tricon Global Restaurants, Inc.)‏، هي شركة أميركية، للوجبات السريعة. وهي شركة من ضمن قائمة فورتشين 500.
تملك يم! وتشغل وتدير العلامات التجارية المرخصة تاكو بل، كنتاكي، بيتزا هت، و وينق ستريت في جميع أنحاء العالم. أيضا، وقبل عام 2011، كانت يم! تملك لونغ جون سيلفر وA & W.
مقرها في لويفيل، كنتاكي، وهي واحدة من أكبر شركات الوجبات السريعة من حيث عدد فروع المطاعم بعدد يبلغ 42692، منها 8927 مملوكة للشركة، و 796 مملوكة للشركات التابعة، و 30930 مع حق امتياز، و2،039 بترخيص) في جميع أنحاء العالم في أكثر من 130 بلدا. في عام 2015، حققت يم! العالمية مبيعات في الولايات المتحدة بلغت 13،105 مليار دولار أمريكي.

## العلامات التجارية

### حاليه
- Banh Shop
- East Dawning
- دجاج كنتاكي (بما في ذلك البديل XL)
- Little Sheep  [لغات أخرى]‏
- بيتزا هت
- تاكو بل
- وينج ستريت[6]
- متجر بانه (مستثمر أقلية)
- ذا هابيتات

### سابقة
- مطاعم إيه آند دبليو
- D'Angelo Sandwich Shops
- Hot 'n Now
- لونغ جون سيلفرز
- Pasta Bravo
- Super Chix

## وصلات خارجية
- الموقع الرسمي